# شاين روبنسون (لاعب كرة قاعدة)
شاين روبنسون (بالإنجليزية: Shane Robinson)‏ هو لاعب كرة قاعدة أمريكي، ولد في 30 أكتوبر 1984 في تامبا في الولايات المتحدة.

## وصلات خارجية
- شاين روبنسون على موقع دوري كرة القاعدة الرئيسي (الإنجليزية)
- شاين روبنسون على موقعبيزبول رفرنس.كوم (الدوري الرئيسي) (الإنجليزية)
- شاين روبنسون على موقعبيزبول رفرنس.كوم (الدوري الثانوي) (الإنجليزية)
- شاين روبنسون على موقع إي إس بي إن.كوم (أم.أل.بي) (الإنجليزية)
- شاين روبنسون على موقع مشجعي الرسوم البيانية (الإنجليزية)